# Lista das Bibliotecas da Universidade de São Paulo
Esta é uma lista das bibliotecas da Universidade de São Paulo - USP, Brasil. O Sistema Integrado de Bibliotecas da Universidade de São Paulo (antigo SIBiUSP) faz parte da Agência USP de Gestão da Informação Acadêmica - AGUIA.

## Bibliotecas da USP em Funcionamento
| Nome da Biblioteca | Unidade USP                                                                             | Campus                                          | Área do Conhecimento        | Assuntos cobertos | Imagem |
| --- | --------------------------------------------------------------------------------------- | ----------------------------------------------- | --------------------------- | --- | ------ |
| Biblioteca Brasiliana Guita e José Mindlin                                                                                                   | Brasiliana                                                                              | Cidade Universitária Armando de Salles Oliveira | Humanas                     | Literatura brasileira, História das Bibliotecas, Obras raras |        |
| Biblioteca do Centro de Divulgação Científica e Cultural                                                                                     | Centro de Divulgação Científica e Cultural                                              | Campus São Carlos                               | Biológicas, Exatas, Humanas | Educação em Ciências, Generalidades |        |
| Biblioteca do Centro de Biologia Marinha | Centro de Biologia Marinha                                                              | Campus São Sebastião                            | Biológicas                  | Biologia Marinha |        |
| Biblioteca do Centro de Energia Nuclear na Agricultura                                                                                       | Centro de Energia Nuclear na Agricultura                                                | Campus Piracicaba                               | Biológicas                  | Ciências Agrárias, Energia Nuclear |        |
| Divisão de Biblioteca e Documentação do Conjunto das Químicas                                                                                | Conjunto das Químicas                                                                   | Cidade Universitária Armando de Salles Oliveira | Exatas                      | Farmácia-Bioquímica, Química, Química Ambiental |        |
| Biblioteca da Escola de Artes, Ciências e Humanidades                                                                                        | Escola de Artes, Ciências e Humanidades                                                 | Campus Leste                                    | Biológicas, Exatas, Humanas | Ciências da Atividade Física, Ciências da Natureza, Gerontologia, Gestão Ambiental, Gestão de Políticas Públicas, Turismo, Marketing, Moda, Obstetrícia, Sistemas de Informação, Têxtil |        |
| Biblioteca da Escola de Comunicações e Artes                                                                                                 | Escola de Comunicações e Artes                                                          | Cidade Universitária Armando de Salles Oliveira | Humanas                     | Artes Cênicas, Artes Visuais, Audiovisual, Biblioteconomia, Design, Editoração, Educomunicação, Jornalismo, Música, Publicidade e Propaganda, Relações Públicas, Turismo |        |
| Biblioteca Wanda de Aguiar Horta | Escola de Enfermagem                                                                    | Campus Quadrilátero da Saúde/Direito            | Biológicas                  | Enfermagem |        |
| Biblioteca da Escola de Educação Física e Esporte                                                                                            | Escola de Educação Física e Esporte                                                     | Cidade Universitária Armando de Salles Oliveira | Biológicas                  | Educação Física, Esporte |        |
| Biblioteca Universitária da Escola de Engenharia de Lorena - Área I                                                                          | Escola de Engenharia de Lorena                                                          | Campus Lorena                                   | Exatas                      | Engenharia Ambiental, Engenharia Bioquímica, Engenharia de Produção, Engenharia Física, Engenharia Química, Licenciatura em Ciências |        |
| Biblioteca Especializada em Engenharia de Materiais da Escola de Engenharia de Lorena - Área II                                              | Escola de Engenharia de Lorena                                                          | Campus Lorena                                   | Exatas                      | Engenharia de Materiais |        |
| Biblioteca da Escola de Engenharia de São Carlos                                                                                             | Escola de Engenharia de São Carlos                                                      | Campus São Carlos                               | Exatas                      | Arquitetura e Urbanismo, Engenharia Aeronáutica, Engenharia Ambiental, Engenharia Civil, Engenharia de Computação, Engenharia de Materiais e Manufatura, Engenharia de Produção, Engenharia Elétrica, Eletrônica, Sistemas de Energia, Automação, Engenharia Mecânica, Engenharia Mecatrônica |        |
| Biblioteca do Centro de Recursos Hídricos e Ecologia Aplicada                                                                                | Escola de Engenharia de São Carlos                                                      | Campus São Carlos                               | Exatas                      | Climatologia, Educação Ambiental, Engenharia Ambiental, Recursos Hídricos |        |
| Biblioteca Central da Escola Politécnica | Escola Politécnica                                                                      | Cidade Universitária Armando de Salles Oliveira | Exatas                      | Design, Engenharia de Computação, Engenharia de Materiais, Engenharia de Minas, Engenharia de Petróleo, Engenharia de Produção, Engenharia Elétrica, Engenharia Mecânica, Engenharia Mecatrônica, Engenharia Metalúrgica, Engenharia Naval, Engenharia Química |        |
| Biblioteca de Engenharia de Petróleo da Escola Politécnica                                                                                   | Escola Politécnica                                                                      | Campus Santos                                   | Exatas                      | Engenharia de Petróleo |        |
| Biblioteca de Engenharia Civil e Produção da Escola Politécnica “Prof. Telemaco Van Langendonck”                                             | Escola Politécnica                                                                      | Cidade Universitária Armando de Salles Oliveira | Exatas                      | Engenharia Civil, Engenharia de Produção |        |
| Biblioteca de Engenharia Elétrica da Escola Politécnica “Prof. Dr. Luiz de Queiroz Orsini”                                                   | Escola Politécnica                                                                      | Cidade Universitária Armando de Salles Oliveira | Exatas                      | Automação, Controle, Computação, Energia e Automação, Sistemas Eletrônicos, Telecomunicações |        |
| Biblioteca de Engenharia de Minas da Escola Politécnica                                                                                      | Escola Politécnica                                                                      | Cidade Universitária Armando de Salles Oliveira | Exatas                      | Engenharia de Minas, Engenharia Naval |        |
| Biblioteca de Engenharia Mecânica Naval e Oceânica da Escola Politécnica “Prof. Dr. Alfredo Coaracy Brazil Gandolfo”                         | Escola Politécnica                                                                      | Cidade Universitária Armando de Salles Oliveira | Exatas                      | Engenharia Naval, Engenharia Oceânica |        |
| Biblioteca de Engenharia Metalúrgica da Escola Politécnica                                                                                   | Escola Politécnica                                                                      | Cidade Universitária Armando de Salles Oliveira | Exatas                      | Engenharia Metalúrgica |        |
| Biblioteca de Engenharia Química da Escola Politécnica                                                                                       | Escola Politécnica                                                                      | Cidade Universitária Armando de Salles Oliveira | Exatas                      | Engenharia Química |        |
| Biblioteca Central da Escola Superior de Agricultura Luiz de Queiroz                                                                         | Escola Superior de Agricultura Luiz de Queiroz                                          | Campus Piracicaba                               | Biológicas, Exatas          | Ciências Agrárias, Ciências Biológicas, Ciência dos Alimentos, Engenharia Agronômica, Engenharia Florestal, Gestão Ambiental |        |
| Biblioteca Setorial do Departamento de Economia, Administração e Sociologia da Escola Superior de Agricultura Luiz de Queiroz                | Escola Superior de Agricultura Luiz de Queiroz                                          | Campus Piracicaba                               | Humanas                     | Administração, Ciências Econômicas |        |
| Biblioteca Central da Faculdade de Arquitetura e Urbanismo                                                                                   | Faculdade de Arquitetura e Urbanismo da Universidade de São Paulo                       | Cidade Universitária Armando de Salles Oliveira | Humanas                     | Arquitetura e Urbanismo, Design, Planejamento Urbano, Artes Visuais |        |
| Biblioteca da Pós-Graduação da Faculdade de Arquitetura e Urbanismo                                                                          | Faculdade de Arquitetura e Urbanismo da Universidade de São Paulo                       | Cidade Universitária Armando de Salles Oliveira | Humanas                     | Arquitetura e Urbanismo, Design, Planejamento Urbano, Artes Visuais |        |
| Biblioteca Central da Faculdade de Direito                                                                                                   | Faculdade de Direito da Universidade de São Paulo                                       | Campus Quadrilátero da Saúde/Direito            | Humanas                     | Direito |        |
| Biblioteca Circulante da Faculdade de Direito                                                                                                | Faculdade de Direito da Universidade de São Paulo                                       | Campus Quadrilátero da Saúde/Direito            | Humanas                     | Direito |        |
| Bibliotecas Departamentais da Faculdade de Direito - DIN / DTB / DCV / DCO                                                                   | Faculdade de Direito                                                                    | Campus Quadrilátero da Saúde/Direito            | Humanas                     | Direito Civil, Direito Comercial, Direito Internacional, Direito Comparado, Direito do Trabalho e da Seguridade Social |        |
| Bibliotecas Departamentais da Faculdade de Direito - DPC / DPM (3º andar) / DES / DFD / DEF (4º andar)                                       | Faculdade de Direito                                                                    | Campus Quadrilátero da Saúde/Direito            | Humanas                     | Direito do Estado, Direito Processual, Filosofia, Teoria Geral do Direito Econômico, Direito Financeiro, Direito Tributário, Medicina Forense, Criminologia, Direito Penal |        |
| Biblioteca da Faculdade de Direito de Ribeirão Preto                                                                                         | Faculdade de Direito de Ribeirão Preto da Universidade de São Paulo                     | Campus Ribeirão Preto                           | Humanas                     | Direito |        |
| Biblioteca da Faculdade de Educação da Universidade de São Paulo                                                                             | Faculdade de Educação da Universidade de São Paulo                                      | Cidade Universitária Armando de Salles Oliveira | Humanas                     | Educação, Pedagogia |        |
| Biblioteca da Faculdade de Economia, Administração e Contabilidade da Universidade de São Paulo                                              | Faculdade de Economia, Administração e Contabilidade da Universidade de São Paulo       | Cidade Universitária Armando de Salles Oliveira | Humanas                     | Administração, Ciências Atuariais, Ciências Contábeis, Contabilidade, Design, Economia |        |
| Biblioteca Florestan Fernandes | Faculdade de Filosofia, Ciências e Letras da Universidade de São Paulo                  | Cidade Universitária Armando de Salles Oliveira | Humanas                     | Ciências Sociais, Filosofia, Geografia, História, Letras |        |
| Biblioteca da Faculdade de Medicina da Universidade de São Paulo                                                                             | Faculdade de Medicina da Universidade de São Paulo                                      | Campus Quadrilátero da Saúde/Direito            | Biológicas                  | Fisioterapia, Fonoaudiologia, Medicina, Terapia Ocupacional |        |
| Biblioteca do Departamento de Radiologia Faculdade de Medicina da Universidade de São Paulo                                                  | Faculdade de Medicina da Universidade de São Paulo                                      | Campus Quadrilátero da Saúde/Direito            | Biológicas                  | Medicina Nuclear, Radiologia |        |
| Biblioteca Virginie Buff D'Ápice | Faculdade de Medicina Veterinária e Zootecnia da Universidade de São Paulo              | Cidade Universitária Armando de Salles Oliveira | Biológicas                  | Medicina Veterinária |        |
| Biblioteca da Faculdade de Odontologia da Universidade de São Paulo                                                                          | Faculdade de Odontologia da Universidade de São Paulo                                   | Cidade Universitária Armando de Salles Oliveira | Biológicas                  | Odontologia |        |
| Biblioteca da Faculdade de Odontologia de Bauru da Universidade de São Paulo                                                                 | Faculdade de Odontologia de Bauru da Universidade de São Paulo                          | Campus Bauru                                    | Biológicas                  | Fonoaudiologia, Odontologia |        |
| Seção de Referência Especializada em Malformações Congênitas Craniofaciais da Faculdade de Odontologia de Bauru da Universidade de São Paulo | Faculdade de Odontologia de Bauru da Universidade de São Paulo                          | Campus Bauru                                    | Biológicas                  | Fonoaudiologia, Odontologia |        |
| Biblioteca da Faculdade de Saúde Pública da Universidade de São Paulo                                                                        | Faculdade de Saúde Pública da Universidade de São Paulo                                 | Campus Quadrilátero da Saúde/Direito            | Biológicas                  | Nutrição, Saúde Pública |        |
| Biblioteca da Faculdade de Zootecnia e Engenharia de Alimentos                                                                               | Faculdade de Zootecnia e Engenharia de Alimentos                                        | Campus Pirassununga                             | Biológicas, Exatas          | Engenharia de Alimentos, Engenharia de Biossistemas, Medicina Veterinária, Zootecnia |        |
| Biblioteca do Hospital Universitário da Universidade de São Paulo                                                                            | Hospital Universitário da Universidade de São Paulo                                     | Cidade Universitária Armando de Salles Oliveira | Biológicas                  | Saúde |        |
| Biblioteca do Instituto de Astronomia, Geofísica e Ciências Atmosféricas                                                                     | Instituto de Astronomia, Geofísica e Ciências Atmosféricas da Universidade de São Paulo | Cidade Universitária Armando de Salles Oliveira | Exatas                      | Astronomia, Geofísica, Meteorologia |        |
| Biblioteca do Instituto de Arquitetura e Urbanismo da Universidade de São Paulo                                                              | Instituto de Arquitetura e Urbanismo da Universidade de São Paulo                       | Campus São Carlos                               | Humanas                     | Arquitetura, Urbanismo |        |
| Biblioteca do Instituto de Biociências da Universidade de São Paulo                                                                          | Instituto de Biociências da Universidade de São Paulo                                   | Cidade Universitária Armando de Salles Oliveira | Biológicas                  | Biociência |        |
| Biblioteca do Instituto de Ciências Biomédicas da Universidade de São Paulo                                                                  | Instituto de Ciências Biomédicas da Universidade de São Paulo                           | Cidade Universitária Armando de Salles Oliveira | Biológicas                  | Ciências Biológicas |        |
| Biblioteca do Instituto de Ciências Matemáticas e de Computação da Universidade de São Paulo                                                 | Instituto de Ciências Matemáticas e de Computação                                       | Campus São Carlos                               | Exatas                      | Ciência da Computação, Ciências Exatas, Engenharia de Computação, Estatística, Informática, Matemática, Matemática Aplicada |        |
| Biblioteca do Instituto de Estudos Brasileiros da Universidade de São Paulo                                                                  | Instituto de Estudos Brasileiros da Universidade de São Paulo                           | Cidade Universitária Armando de Salles Oliveira | Humanas                     | Estudos brasileiros, Obras raras |        |
| Biblioteca do Instituto de Energia e Ambiente da Universidade de São Paulo                                                                   | Instituto de Energia e Ambiente da Universidade de São Paulo                            | Cidade Universitária Armando de Salles Oliveira | Exatas                      | Energia |        |
| Biblioteca do Instituto de Física da Universidade de São Paulo                                                                               | Instituto de Física da Universidade de São Paulo                                        | Cidade Universitária Armando de Salles Oliveira | Exatas                      | Física |        |
| Biblioteca do Instituto de Física de São Carlos da Universidade de São Paulo                                                                 | Instituto de Física de São Carlos da Universidade de São Paulo                          | Campus São Carlos                               | Exatas                      | Ciências Exatas, Ciências Físicas, Biomoleculares, Física, Física Computacional |        |
| Biblioteca do Instituto de Geociências da Universidade de São Paulo                                                                          | Instituto de Geociências da Universidade de São Paulo                                   | Cidade Universitária Armando de Salles Oliveira | Exatas                      | Geociências, Educação Ambiental, Geologia |        |
| Biblioteca Carlos Benjamin de Lyra | Instituto de Matemática e Estatística da Universidade de São Paulo                      | Cidade Universitária Armando de Salles Oliveira | Exatas                      | Ciência da Computação, Estatística, Matemática, Educação Matemática Matemática Aplicada, Matemática Aplicada e Computacional, Bioinformática |        |
| Biblioteca do Instituto de Medicina Tropical de São Paulo                                                                                    | Instituto de Medicina Tropical de São Paulo                                             | Campus Quadrilátero da Saúde/Direito            | Biológicas                  | Medicina |        |
| Biblioteca do Instituto Oceanográfico da Universidade de São Paulo                                                                           | Instituto Oceanográfico da Universidade de São Paulo                                    | Cidade Universitária Armando de Salles Oliveira | Biológicas                  | Oceanografia |        |
| Biblioteca Dante Moreira Leite | Instituto de Psicologia da Universidade de São Paulo                                    | Cidade Universitária Armando de Salles Oliveira | Biológicas                  | Psicologia |        |
| Biblioteca do Instituto de Química de São Carlos da Universidade de São Paulo                                                                | Instituto de Química de São Carlos da Universidade de São Paulo                         | Campus São Carlos                               | Exatas                      | Ciências Exatas, Química |        |
| Biblioteca do Instituto de Relações Internacionais                                                                                           | Instituto de Relações Internacionais                                                    | Cidade Universitária Armando de Salles Oliveira | Humanas                     | Relações Internacionais |        |
| Biblioteca do Museu de Arte Contemporânea da Universidade de São Paulo                                                                       | Museu de Arte Contemporânea da Universidade de São Paulo                                | Ibirapuera                                      | Humanas                     | Arte contemporânea, História, Museologia, Teoria da arte |        |
| Biblioteca do Museu de Arqueologia e Etnologia da Universidade de São Paulo                                                                  | Museu de Arqueologia e Etnologia da Universidade de São Paulo                           | Cidade Universitária Armando de Salles Oliveira | Humanas                     | Arqueologia, Etnologia, Gestão Patrimonial |        |
| Biblioteca do Museu Paulista | Museu Paulista                                                                          | Ipiranga                                        | Humanas                     | História brasileira, História da Cultura Material, História de São Paulo |        |
| Biblioteca do Museu Republicano “Convenção de Itu”                                                                                           | Museu Republicano “Convenção de Itu”                                                    | Itu                                             | Humanas                     | Cultura brasileira, História brasileira, História da Cultura Material, República |        |
| Biblioteca do Museu de Zoologia da Universidade de São Paulo                                                                                 | Museu de Zoologia da Universidade de São Paulo                                          | Ipiranga                                        | Biológicas                  | Biodiversidade, Taxonomia Animal, Zoologia |        |
| Biblioteca da Prefeitura do Campus USP de Ribeirão Preto                                                                                     | Prefeitura do Campus USP de Ribeirão Preto                                              | Campus Ribeirão Preto                           | Biológicas, Exatas, Humanas | Biblioteconomia, Ciência da Informação e da Documentação, Ciências Biológicas, Ciências Contábeis, Ciências Médicas, Economia, Economia Empresarial e Controladoria, Educação Física e Esporte, Enfermagem, Farmácia e Bioquímica, Física Médica, Fisioterapia, Fonoaudiologia, Informática Biomédica, Matemática Aplicada a Negócios, Medicina, Música, Nutrição e Metabolismo, Odontologia, Pedagogia, Psicologia, Química, Terapia Ocupacional |        |
| Biblioteca da Prefeitura do Campus USP de São Carlos                                                                                         | Prefeitura do Campus USP de São Carlos                                                  | Campus São Carlos                               | Biológicas,Exatas           | Ciências, Engenharia Aeronáutica, Engenharia Ambiental, Engenharia de Computação, Engenharia de Materiais |        |